# 수코타이 공항
수코타이 공항(태국어: ท่าอากาศยานสุโขทัย, 영어: Sukhothai Airport, IATA: THS, ICAO: VTPO)은 태국 북부 수코타이 주의 수코타이에 항공 서비스를 제공하는 공항이다.

## 항공사 및 목적지
| 항공사    | 목적지         |
| --------- | -------------- |
| 방콕 항공 | 방콕(수완나품) |